# Enchelycore pardalis
Enchelycore pardalis es una especie de pez de la familia de los morénidas en el orden de los Anguilliformes.

## Morfología
Los machos pueden llegar a alcanzar los 92 cm de longitud total.

## Distribución geográfica
Se encuentra desde Reunión hasta las Hawái, las Islas de la Sociedad, el sur del Japón, el sur de Corea y Nueva Caledonia.